# Валки (Черниговская область)
Валки́ (укр. Валки) — село в Прилукском районе Черниговской области Украины. Население — 523 человека. Занимает площадь 2,149 км².
Код КОАТУУ: 7424181601. Почтовый индекс: 17533. Телефонный код: +380 4637.

## Власть
Орган местного самоуправления — Валко́вский сельский совет. Почтовый адрес: 17533, Черниговская обл., Прилукский р-н, с. Валки, ул. Независимости, 29.